# La varsoviana de 1831

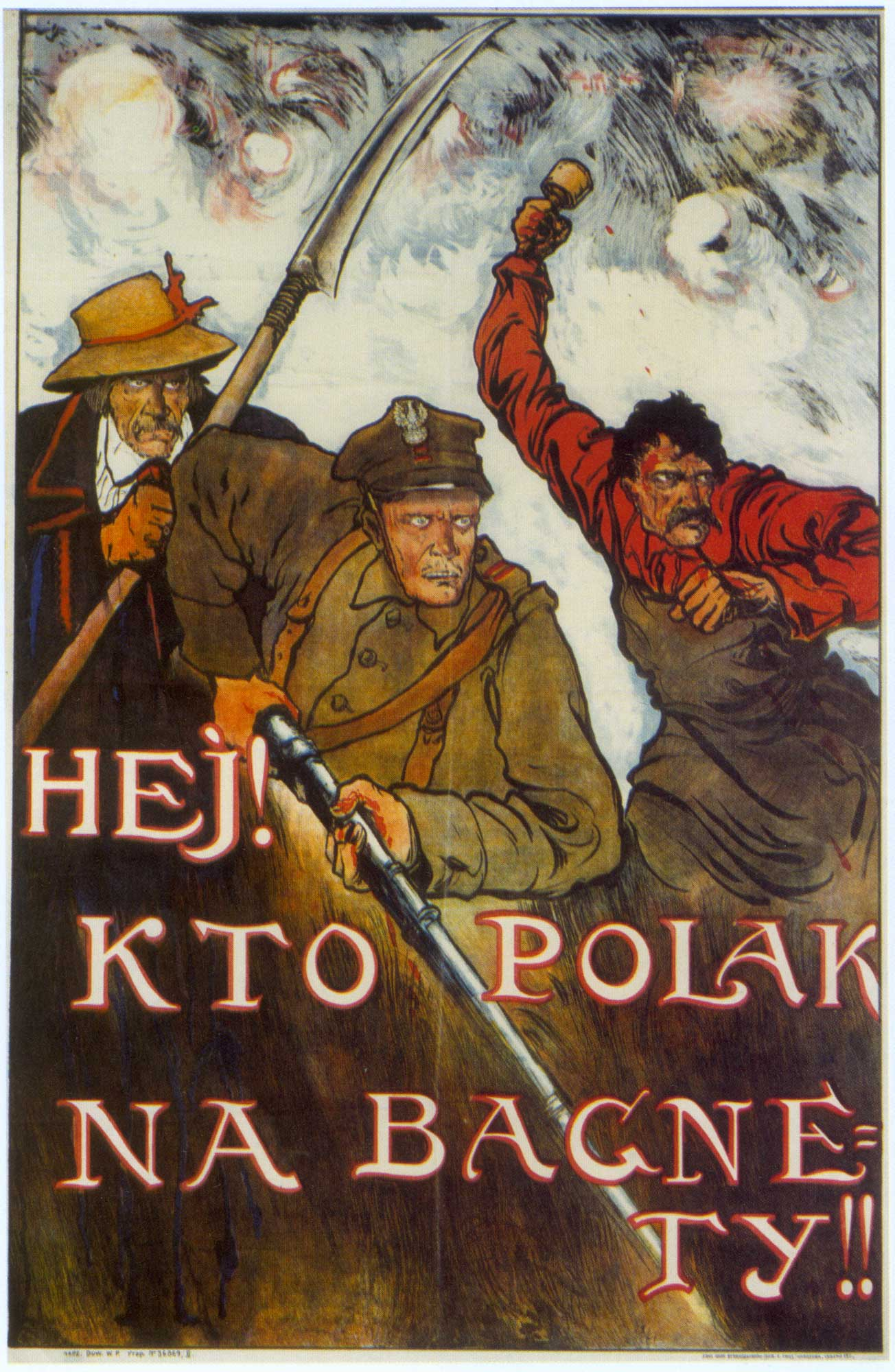

La varsoviana de 1831 (en francés: La Varsovienne de 1831; en polaco: Warszawianka 1831 roku) es una canción patriótica polaca. Es obra de Casimir François Delavigne quien la escribió en febrero de 1831 y fue musicada por Karol Kurpiński. 
La canción se escribió para apoyar la Insurrección de Noviembre de Polonia de 1830-1831. El poeta francés Casimir Delavigne fue inspirado por la sublevación y escribió la letra en París. El poeta, periodista, e historiador Karol Sienkiewicz tradujo la letra al polaco.

## El texto
En febrero de 1831, bajo la influencia de la sublevación de Varsovia, el poeta y dramaturgo parisino Casimir Delavigne escribió el texto inspirado en La marsellesa, que se reconoce especialmente en el estribillo que dice "¡A las armas, ciudadanos!" en La Marsellesa y "¡los polacos en armas!".
Un mes más tarde, a finales de marzo, un folleto con el texto llegó a Varsovia y fue traducido por el poeta e historiador Karol Sienkiewicz (Tío Henryk Sienkiewicz), que lo publicó en la revista de la Sumienny Varsovia Polak. Inmediatamente le puso música el famoso compositor de ópera, director y director de la Ópera de Varsovia Karol Kurpinsky.
El 5 de abril de 1831 se interpretó por primera vez en una opera en el Teatro Narodowe. El público lo recibió con entusiasmo. Durante las décadas siguientes, la canción fue uno de los principales símbolos del movimiento nacional polaco. En los años 1918-1927, antes de la aprobación oficial de la "Mazurka de Dombrowski" como el himno nacional de Polonia La varsoviana de 1831 fue uno de los cinco candidatos para el Himno Nacional. En el período de entreguerras, los primeros compases de la canción fueron indicativo II del programa de la Radio Polaca. Una de las canciones más populares de la Alzamiento de Varsovia de 1944.
El nombre de La varsoviana de 1831 recibió a principios de siglo XX, para distinguirla de la nueva canción con el mismo nombre, La varsoviana de 1905.

## La letra
La primera estrofa del poema Delavigne (y detrás de ella - la primera estrofa de la canción), hace hincapié en la relación con el levantamiento de la revolución de julio en Francia, por lo que el levantamiento nacional se considera como parte de la lucha europea por la libertad.  El Delavigne texto se expresa: "Vimos el surgimiento de nuestra águila blanca, fijó sus ojos en el arco iris de Francia, en julio del sol, salida del sol, que era tan hermosa".  En el marco del "arco iris", la bandera tricolor francesa, que era considerado como un símbolo de la revolución.  Posteriormente, las imágenes de los "francos arco iris" y "El Sol en julio" no eran claras y distintas reemplazado.  (Cf. también el final del versículo 7, que dice que incluso la muerte de su rebelde Polonia puede salvar la libertad de Europa de la intervención rusa). 
El segundo verso contiene una referencia a la transición del ejército ruso en los Balcanes (1829) durante el recientemente terminada guerra ruso-turca. Al mando de la campaña estuvo el conde Hans Karl von Diebitsch quien aplastó el Insurrección de Noviembre.  
El cuarto verso acusa al gobierno zarista de hipocresía (en el texto original de Delavigne: "el enemigo, que habla de la misericordia").  El sexto verso contiene un llamamiento a las fuerzas militares francesas para intervenir y apoyar a Polonia. Desde su relevancia desapareció rápidamente, a menudo se omite.